# Dove vanno gli zingari
Dove vanno gli zingari è un romanzo per ragazzi dell'autore italiano Giuseppe Pederiali del 1979, vincitore nel 1992 del Premio Castello.

## Trama
Hexo e Mirco, nonno e nipote, attraversano la Pianura Padana su un carrozzone (wurdon) trainato da un cavallo, diretti verso un raduno in Camargue. Li sorpassa un'automobile (una Buick rossa degli anni Quaranta) con una roulotte, sulla quale viaggia con la stessa destinazione un'altra famigliola di zingari, composta da Antonio e sua figlia Ciaciai. I due nuclei si fermano poca distanza per la notte e fanno reciproca conoscenza. Mirco e Ciaciai scommettono su chi arriverà per primo in Camargue.
Durante il viaggio, conduce la gara ora la macchina con la roulotte, ora il carrozzone: le due parti contendenti però vanno più volte in aiuto l'una dell'altra, come quando Antonio cura il cavallo di Hexo, ammalatosi per aver bevuto dell'acqua avvelenata, o Mirco aiuta Antonio e Ciaciai a recuperare la loro automobile, confiscata dalle forze dell'ordine per il mancato pagamento del bollo. Hexo racconta a suo nipote le storie del suo popolo, di come dei violinisti tzigani infusero ad Antonio Stradivari la fiducia di diventare un grande liutaio, della deportata Barbara Richter e del partigiano Walter Catter.
Sulla spiaggia di Recco, dove i quattro si sono ritrovati, Mirco e Ciaciai dissotterrano un pacco di banconote frutto di una rapina. Per loro sfortuna sono visti dal malvivente che le aveva nascoste, che da quel momento in poi li insegue su una berlina nera. Vengono raggiunti alla frontiera con la Francia: i due ragazzi si disfano del malloppo disperdendolo al vento, in mezzo alle auto in fila alla dogana.
A Les-Saintes-Maries-de-la-Mer, in Camargue, Mirco e Ciaciai assistono per la prima volta ai festeggiamenti in onore di Sara Kali, la "santa" venerata dagli zingari. Hexo, stanco per il viaggio, rimane nel carrozzone, dove viene trovato senza vita da Antonio. Anche il cavallo è morto; dopo le sepolture, Mirco dà alle fiamme il carrozzone, pronto a iniziare una nuova vita con Antonio e Ciaciai.

## Edizioni
- Giuseppe Pederiali, Dove vanno gli zingari, collana Cronolibri, illustrazioni di Sergio Toppi (tavole a colori fuori testo) e Birago Balzano (disegni in bianco e nero nella sezione Documentario di immagini e testi), n. 10, Milano, Rusconi, 1979.
- Giuseppe Pederiali, Dove vanno gli zingari, collana Narrativa Moderna, n. 84, Milano, Bruno Mondadori, 1992, ISBN 88-424-0142-0.